# Годой, Алекс
Алехандро Годой Вентури (кат. Alejandro Godoy Venturi; 30 октября 1971, Лас-Пальмас-де-Гран-Канария, Испания) — андоррский футболист, защитник. Выступал за национальную сборную Андорры.
Его отец, футболист Арманд Годой Лоренсо (1948), его младший брат Арманд (1976) также футболист.

## Биография

### Клубная карьера
С 1992 года по 1998 год являлся игроком клуба «Андорра» из Андорра-ла-Вельи, которая играла в низших дивизионах Испании. В 2001 году перешёл в «Сан-Жулию», которая выступала в чемпионате Андорры. В июне 2004 года провёл один матч в Кубке Интертото против югославского «Смедерево», закончившийся поражением со счётом (0:8). Ответная игра также завершилась поражением (0:3), после чего андоррцы покинули турнир. С 2006 года по 2008 год — игрок «Ранжерса». В составе команды провёл 3 игры в еврокубках.
В 2011 году играл за «Принсипат». В сезоне 2015/16 выступал за «Интер» из Эскальдеса во втором дивизионе Андорры и сыграл в 12 играх и забил 2 гола.

### Карьера в сборной
В составе национальной сборной Андорры дебютировал 18 августа 1999 года в товарищеском матче против Португалии (0:4). Главный тренер Давид Родриго выпустил Алекса на 74 минуте вместо Эмилиано Гонсалеса. В квалификации на чемпионат Европы 2000 Годой провёл три игры против Исландии (0:3), России (1:2) и Армении (0:3).
Всего за сборную Андорры сыграл в четырёх матчах.